# Jean Camberoque
Jean Camberoque, né le 23 février 1917 à Carcassonne et mort le 2 juin 2001 dans sa ville natale, est un artiste peintre, graveur, céramiste, sculpteur et illustrateur français.

## Biographie
Jean Camberoque commence à peindre en 1939. L'écrivain Joë Bousquet est le premier à repérer son coup de pinceau et l'invite à fréquenter les Surréalistes et intellectuels réfugiés à Carcassonne. En effet, pendant la Seconde Guerre mondiale, les artistes d'origine allemande, Max Ernst et Hans Bellmer, tous deux manifestant contre le nazisme dans leur art, se réfugient un temps à Carcassonne. Joë Bousquet, bien que paralysé, organise depuis son lit des actes de Résistance, dont la cache des deux artistes allemands. Il demande alors à ses amis, Jean Camberoque et sa femme Yvonne, d'accueillir Hans Bellmer dans leur maison pendant quelques mois,. 
Dans les années 1950, Jean Camberoque part vivre avec sa femme et son fils unique Charles Camberoque à Sant Vicens (Pyrénées-Orientales), pour apprendre des techniques du centre de céramiques de Firmin Bauby. Là-bas, il travaille la céramique avec Jean Lurçat et côtoie notamment Pablo Picasso, Geneviève Duboul, Gumersind Gomila, Eugène Fagrégas, Jean-Picart Le Doux, Jacques Poussines et Jacqueline Barthe.
De retour à Carcassonne, il continue à mettre en pratique ces nouvelles connaissances. En parallèle, il devient ami de deux artistes audois, le sculpteur Jean Augé et le peintre Max Savy.
Ses œuvres sont ensuite exposées à Paris. Jean Camberoque est sociétaire du Salon d'automne de Paris et de la Société nationale des beaux-arts de Paris dans les années 1960. Il expose en France et à l'étranger (Europe, Liban, Maghreb, Etats-Unis, etc.). Il décide néanmoins de rester vivre dans le sud de France.
Il meurt le 2 juin 2001 à Carcassonne.
Depuis 2003, une rue porte son nom dans le lotissement de Bourriac à Carcassonne.

## Œuvres

Fresque représentant les richesses du département de l'Aude visible dans le hall de la gare de Carcassonne.

Une de ses dernières œuvres est une toile monumentale accrochée dans le hall de la gare de Carcassonne, représentant le département de l'Aude (sa Cité de Carcassonne, ses contes, le Carnaval de Limoux, ses traditions culinaires, les pêcheurs de Bages, etc.). 

### Illustrations
Jean Camberoque a illustré de nombreux ouvrages dont notamment un recueil de poèmes de Gaston Massat et des livres de Max Rouquette.  
Grand ami de l'écrivain Joë Bousquet, Jean Camberoque a illustré ses textes et poèmes comme Le Meneur de lune et Papillon de neige. 

### Sculptures

Mosaïque visible sur la façade de l'ancienne agence de la « Caisse d'Épargne », située place de La République à Bram.

Jean Camberoque a réalisé des œuvres monumentales en béton et en céramique.
Quelques-unes de ses œuvres sont encore visibles dans des écoles, lycées, rues en France (principalement entre Carcassonne et Nîmes) dont :
- sculpture dans la Faisanderie de la forêt de Sénart, en région parisienne
- céramique à l'entrée de la ville de Limoux
- céramique à l'entrée du lycée Docteur Lacroix à Narbonne
- céramique à l'école primaire Michel Maurette, à Caux-et-Sauzens
- céramique d'un arlequin, rue de Verdun, Carcassonne
- céramique d'un écureuil, visible sur la façade de l'ancienne Caisse d'Épargne de Bram.
- céramique, office du tourisme de Narbonne-Plage
- Des tuiles en céramiques peintes, toutes différentes, installées à côté de portes d'habitations à Carcassonne et Villegailhenc[9].

### Expositions
- 2000. Jean Camberoque, rétrospective du 17 mars au 3 juin, Musée des beaux-arts de Carcassonne

## Publications
- Camberoque, Jean-Pierre Roque, éditions LOESS, 1987.
- Paysages du Languedoc, Jean Camberoque, , éditions Loubatières, 1993.
- Carcassonne, Jean Camberoque et Claude Marti,  éditions Loubatières, 1992.
- Rétrospective Jean Camberoque, catalogue d'exposition du Musée des beaux-arts de Carcassonne.